# فيوليت موريس
فيوليت موريس (18 أبريل 1893 - 26 أبريل 1944) كانت رياضية فرنسية ومتعاونة نازية فازت بميداليتين ذهبيتين وواحدة فضية في الألعاب العالمية للسيدات ‏ في 1921-1922. وقد مُنعت فيما بعد من التنافس بسبب انتهاك «المعايير الأخلاقية». دُعيت إلى الألعاب الأولمبية الصيفية لعام 1936  من قبل أدولف هتلر وكانت ضيفة شرف. خلال الحرب العالمية الثانية، تعاونت مع النازيين ونظام فرنسا الفيشية. عُرفت باسم «ضبع الجستابو» وقتلتها المقاومة الفرنسية.

## السيرة الشخصية

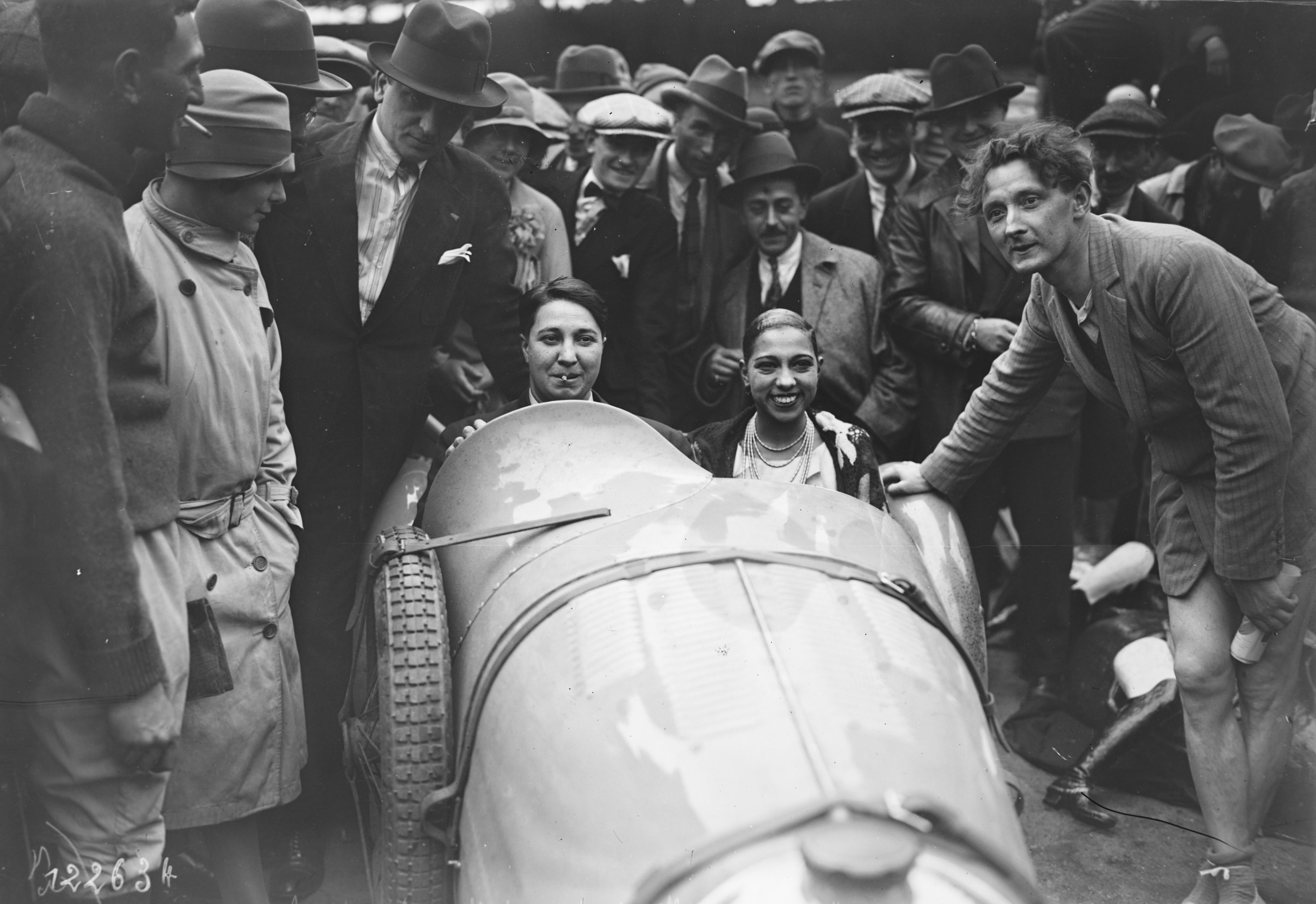
جوزفين بيكر والآنسة موريس 1927

ولدت إميلي بول ماري فيوليت، ابنة البارون بيير جاك موريس نقيب متقاعد في سلاح الفرسان في الجيش الفرنسي وإليزابيث ماري أنطوانيت السكاكيني، والمعروفة باسم «بيتسي السكاكيني»، وريثة غنية من أصل شرقي. أو من أصل عربي فلسطيني.  لديها عم أميرال وجدتها يهودية من قسنطينة. لديها أخت أكبر، لويز، ولدت عام 1891. أمضت مراهقتها في دير  صُعُود الْعَذْرَاء بهوي.
تزوجت سيبريان إدوارد جوزيف غورو في 22 أغسطس 1914 في الدائرة الثامنة  في باريس. انفصلا في مايو 1923.  من المرجح أن تكون موريس قد تزوجت في زواج مرتب لاتباع خيارات أسرتها: فهي بالفعل مثلية الجنس علنا في ذلك الوقت. بدأت تلبس مثل الرجل في عام 1919
بعد ثلاثة أيام من زواجهما، تم إرسالها إلى الجبهة تعلمت موريس كيفية القيادة خلال الحرب العالمية الأولى وأثناء الحرب قادت سيارات الإسعاف ومسعفة في جبهة السوم ثم ساعية في جبهة فردان «لحمل الأوامر، كل يوم، في النقاط الدقيقة للمسار الذي يمر عبر نويون وكومبيين وهام وسواسون ومو وفيلير كوتيري »
أمضت ستة أشهر في المستشفى، حيث أصيبت التهاب القصبات الحاد والتهاب الجنبة. في عام 1917، توفي والديها فسمح لها الميراث  بالحفاظ على نمط حياة جيد مع تكريس نفسها للرياضة بدوام كامل. في عام 1918، جُودلت بأنها كانت ترتدي زيًا ذكوريًا فبدأت في ارتداء الملابس الرجولية بشكل يومي، دون أن تطلب الإذن لارتداء ملابسها.
تستهلك علبتين أو ثلاث من السجائر الأمريكية يوميًا، وغالبًا ما ترتدي صدرية كاملة للرجال وتتحدث بطريقة مبتذلة للغاية، وشعارها هو :«ما يفعله الرجل، يمكن أن تفعله فيوليت!» ، كان لديها شعر قصير جداً وخلفي، وغالباً ما ترتدي ربطة عنق. خلال مسيرتها الرياضية، أدى أسلوبها الذكوري وأدائها إلى اتهامها بأنها رجل متخنث؛ كما مُنعت من المشاركة في الألعاب الأولمبية الصيفية لعام 1928، وهي الأولى التي تقام بمنافسات لألعاب القوى سيدات، بسبب «سلوك غير القويم».
كانت صديقةً لكل من جان ماريه وجوزفين بيكر وجان كوكتو. لكونها مثلية الجنس، كانت محبوبة لعدة سنوات للممثلة إيفون دي براي التي عاشت معها على بارجة. كتب كوكتو مسرحية الوحوش المقدسة عن الزوجين موريس دو براي (بالفرنسية: Morris-de Bray). كما قامت بتأليف عمل غنائي، «جيزيل زهرة الحب» (بالفرنسية: Gisèle fleur d'amore)، وقد كرسته لعشيقتها.

## المسيرة الرياضية

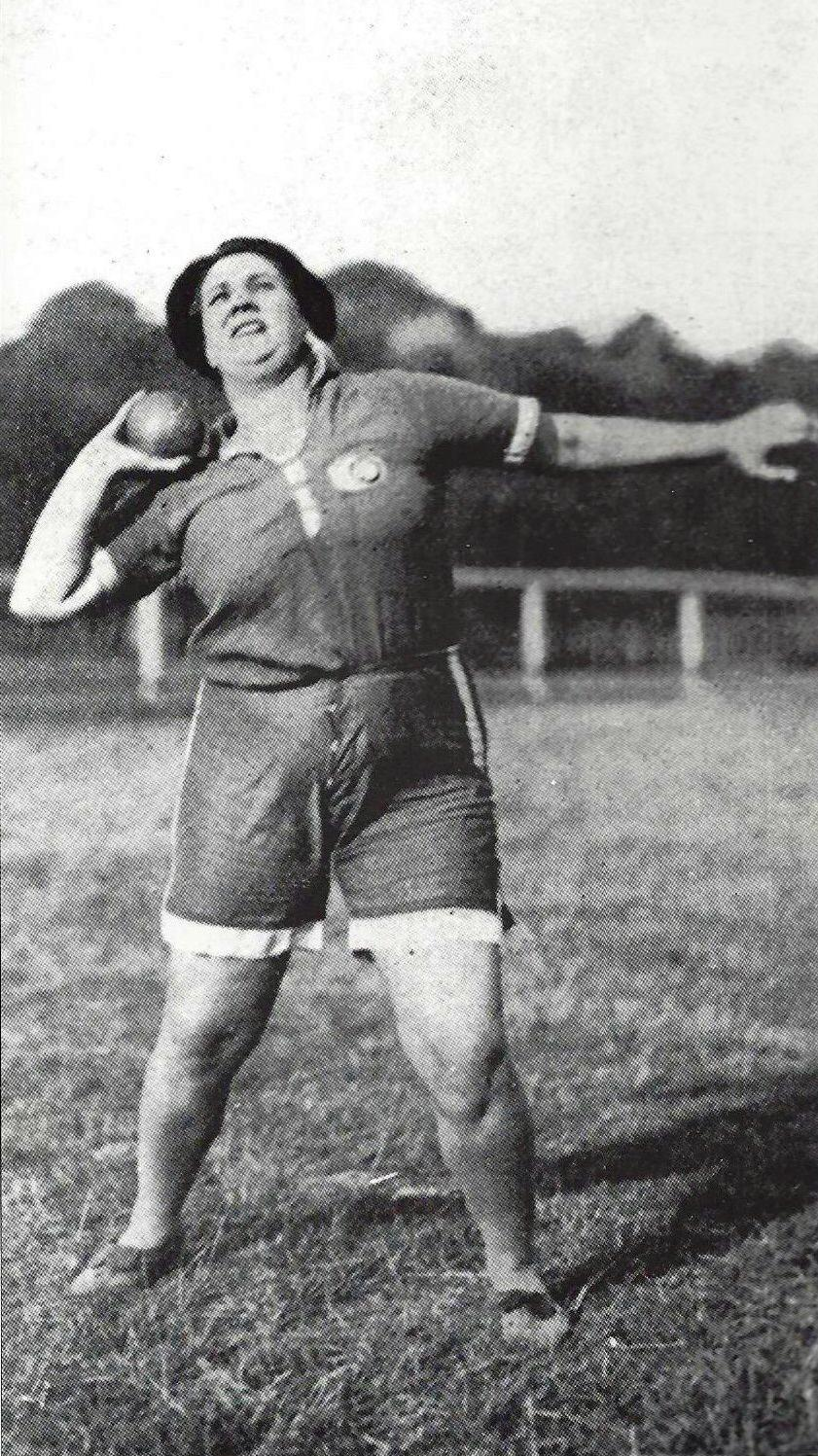
فيوليت موريس في الجلة.

في سن المراهقة، برزت موريس في الملاكمة والسباحة وركوب الدراجات وكرة الماء. في عام 1913، احتلت المركز الخامس في  سباق 8 كيلومترات، والتي كانت المنافسة الوحيدة فيها.
في عام 1917، بدأت في رمية الجلة. صرحت في عام 1926 بإنها تعرضت لهزيمة واحدة فقط، في عام 1922 ضد أمريكية تغلبت على رميتها بثلاثين سنتيمتر.
لعبت موريس مع نادي فيمينا الرياضي من عام 1917 حتى عام 1919، ولعبت في أولمبيك باريس من عام 1920 إلى عام 1926. لعبت أيضًا في المنتخب الفرنسي للسيدات. فازت بميداليات ذهبية في أولمبياد 1921 ‏ و1922 للسيدات ‏.
في عام 1918، بدأت لعب كرة القدم، وشاركت في أول مباراة رسمية للسيدات في فرنسا. رفضت ارتداء القبعات المنظمة ولعبت «عارية الرأس» مثل الرجال .
في عام 1919، انضمت إلى اتحاد الرياضة النسائية الفرنسي ‏.
بالإضافة إلى مسيرتها الكروية، كانت مشاركًا نشطًا في العديد من الرياضات الأخرى. اختيرت للمنتخب الفرنسي لكرة الماء على الرغم من عدم وجود فريق نسائي في ذلك الوقت. كانت ملاكمًا متعطشًا، غالبًا ما كانت تقاتل وتهزم الرجال. من بين الرياضات الأخرى التي شاركت فيها سباقات الدراجات على الطريق، وسباق الدراجات النارية، وسباق السيارات، وسباق الطائرات، وركوب الخيل، والتنس، والرماية، والغوص، والسباحة، ورفع الأثقال، والمصارعة اليونانية الرومانية. اعتبرت سنواتها الرياضية الأكثر إشراقًا من 1921 إلى 1924، عندما كان شعارها  «أي شيء يمكن أن يفعله الرجل، تستطيع فيوليت أن تفعله!». 
شاركت في الألعاب العالمية للسيدات في مونت كارلو عام 1921، حيث فازت برمي الجلة ورمي الرمح ، متخطية الرقم القياسي الأوروبي في كلا المجالين. ثم فازت بالبطولة الفرنسية لألعاب القوى عام 1922. فازت بالميدالية الفضية في الألعاب العالمية للسيدات ‏ في رمي الجلة عام 1921، ثم ذهبية رمي الجلة والقرص في العام التالي.
في عام 1924 شاركت في أولمبياد السيدات 1924 ‏ وحصلت مرة أخرى على الميدالية الذهبية في رمي القرص ورمي الجلة.
في عام 1926، مُنعت من ممارسة كرة القدم، بتهمة دفع زملائها في الفريق إلى المنشطات، ودحض قرارات الحكام وعدم التدخل عندما ضربت إحدى زميلاتها الحكم.
في عام 1927،  تدربت في الملاكمة مع راؤول باولي.

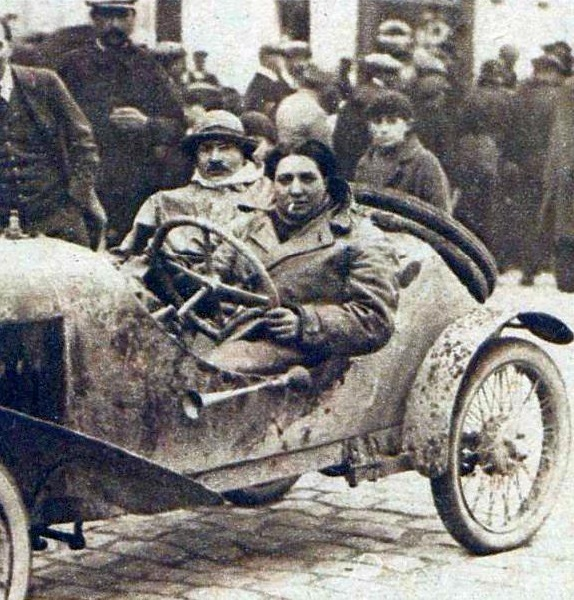
فيوليت موريس في سيارة عام 1927.

### سباق السيارات
علّم سيبريان غورو موريس القيادة أثناء زواجهما. وأُزيل ثديي موريس عن طريق الاستئصال لتحسين سباقها. لقد تنافست بشكل أساسي في سباقات تحمل الدراجات الهوائية واستخدمت بنجامين للدراجات الهوائية. شاركت في سباق فرنسا للسيارات عام 1923 ؛  بسباق الوعاء الذهبي ‏  1922، 1923، 1926-8 ؛ باريس ~ بيرينيه 1922، 1923 ؛ باريس ~ نيس 1923، 1927 ؛ جي بي سان سيباستيان 1926 ؛ الدولوميت 1934. فازت عام 1927  بسباق الوعاء الذهبي ‏  24 ساعة على عجلة سيارة بولاك نيتير وشركاه ‏. بفوزها على 18 رجلًا وقطعت 1 700 كم  في يوم واحد.

## أسلوب الحياة
كان أسلوب حياة موريس في عشرينيات القرن الماضي مختلفًا تمامًا عن الدور التقليدي للمرأة. بالإضافة إلى أنشطتها الرياضية الواسعة النطاق، انحرفت موريس عن السلوكيات التقليدية في ذلك الوقت بعدة طرق أخرى. كانت مثلية وكانت ترتدي ملابس الرجال، وكانت مدخنة بشراهة وكانت تقسم كثيرًا.

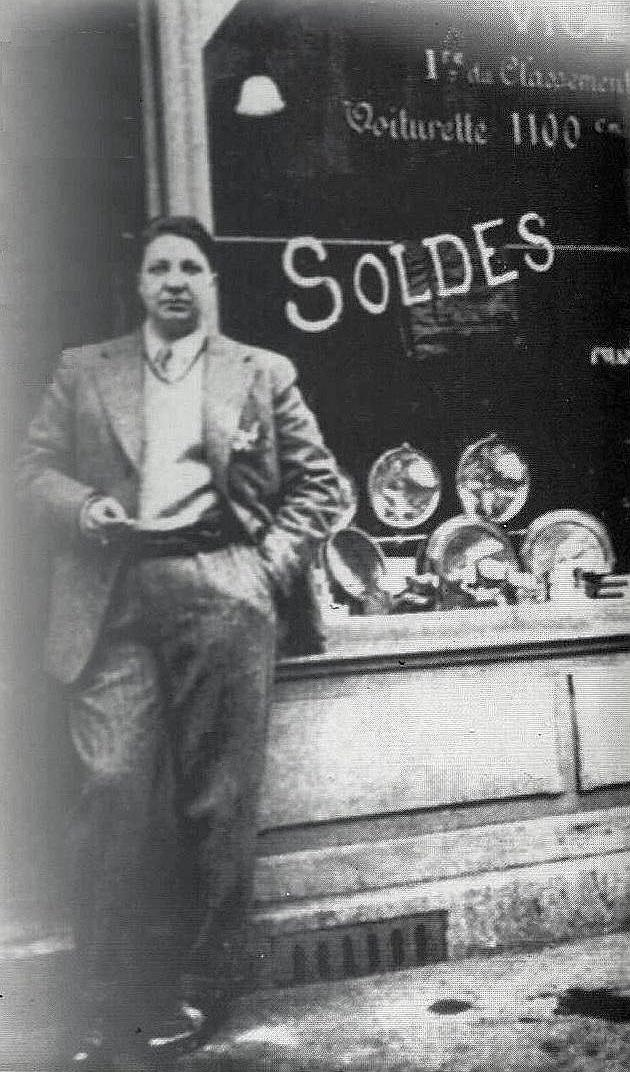
فيوليت موريس أمام متجرها الباريسي لملحقات السيارات، Porte de Champerret، عام 1928.

في عام 1928، رفض اتحاد الرياضة النسائية الفرنسي ‏  (FFSF) تجديد ترخيصها وسط شكاوى حول أسلوب حياتها، وبالتالي مُنعت من المشاركة في الألعاب الأولمبية الصيفية لعام 1928. وأشار الاتحاد إلى افتقارها إلى الأخلاق، ولا سيما ولع موريس بارتداء ملابس الرجال. كما وجهت لكمات إلى حكم كرة قدم واتُهمت بإعطاء الأمفيتامينات للاعبين آخرين. بعد عام 1928، ألغيت رخصتها لسباق السيارات على أسس أخلاقية مماثلة، وبدأت موريس متجرًا لقطع غيار السيارات في باريس، وصنعت مع موظفيها سيارات السباق. لكن العمل أفلس.
في عام 1930، رفعت موريس دعوى قضائية غير ناجحة على اتحاد الرياضة النسائية الفرنسي ‏، مطالبة  بإعادتها إلى منصبه وتلقي 100 000 فرنك كتعويض عن إساءة استخدام السلطة، حيث لم تعد قادرة على كسب أجور المنافسة كرياضية. خلال المحاكمة، استخدم مرسوم غامض من عام 1800 الذي ينظم ارتداء البنطلونات للنساء. زعمت المؤرخة ماري جو بونيه أنه إذا لم يستهدف الشذوذ الجنسي لموريس بشكل مباشر في المحاكمة، فقد طُرحت المشكلة طوال الوقت. ومن المفارقات، أن إحدى المحامين الذين يمثلون اتحاد الرياضة النسائية الفرنسي ‏ كانت الناشطة البارزة في مجال حقوق المرأة الفرنسية وهي إيفون نيتير.
نُسب اقتباس إلى موريس بعد المحاكمة، لكن تم حظره:

أكد الحكم إلغاء تسجيل البطل بسبب « مؤسف » مثال تعطيه للشباب. خلصت المحكمة إلى أن
كانت الصحافة وأغلب الناس مؤيدين الحكم صالحه، على الرغم من الحكم. بعد المحاكمة، وافق موريس على ارتداء ملابس أكثر أنوثة للانضمام إلى الاتحاد.
في وقت لاحق من عام 1930، خضعت موريس لعملية استئصال الثدي ثنائية، مدعيا أنها تريد تثبيت العجلة بشكل أفضل في قمرة قيادة السيارة. كانت ترتدي رباطًا يهدف إلى تصغير حجم ثديها لبعض الوقت، وهو أمر شائع جدًا في عشرينيات القرن الماضي بسبب نمط الصدر المسطح. ؛ لذلك فإن عضلات صدرها قد ضمرت بالفعل. أُعلن عن العملية، مع تغطية إعلامية إيجابية بشكل عام. أُجريت العملية في لا غارين كولومب، في منزل الطبيب Cazalis.
خلال مسيرتها الرياضية في عشرينيات القرن الماضي، أصبحت موريس صديقة وشريكة للعديد من الفنانين والمفكرين الفرنسيين. كانت لديها صداقات طويلة الأمد مع الفنانة الأمريكية المولد جوزفين بيكر والممثل جان ماريه والشاعر والمؤلف والمخرج جان كوكتو. في عام 1939، دعت موريس وشريكتها الممثلة  إيفون دي براي كوكتو للبقاء معهم في زورقهم الذي يرسو في بون دو نويلي ‏ حيث كتب مسرحية Les Monstres sacrés.

## الاعتقال والبراءة من جريمة القتل العمد
في يناير 1933، انتقل موريس إلى المركب النورس (La Mouette) والذي كان يرسو على نهر السين في بون دو نويلي ‏ في شمال غرب باريس بالقرب من غابة بولونيا. تعيش على المعاشات الموروثة، بدأت في الغناء الغنائي وكانت ناجحة بما فيه الكفاية في هوايتها لتُبث أغانيها في الهواء.
عشية عيد الميلاد عام 1937، أثناء تناول العشاء مع الأصدقاء والجيران روبرت وسيمون دي تروبرياند في مطعم في نويلي، واجهت موريس شابًا مخمورًا وعدوانيًا يدعى جوزيف لو كام. أصبح الجندي السابق والعاطل عن العمل متورطًا في جدال حاد مع سيمون دو تروبريان. تمكنت موريس من تهدئة الرجل بعد بعض الوقت. 
في المساء التالي، بعد المزيد من الشرب في مونمارتر، عاد «لو كام» إلى منزل موريس ووقع جدال آخر، هذه المرة بين موريس ولو كام. غادر لو كام المركب، لكنه سرعان ما عاد بعد أن رأى سيمون دو تروبريان، الذي كان يتجادل معه في الليلة السابقة، على متن النورس . ثم هرع لو كام عائدًا إلى المنزل العائم، ملوحًا بسكين وهدد كل من موريس ودو تروبريان. دفعت موريس لوكام عدة مرات قبل أن يندفع إليها وأخرجت مسدسًا عيار 7.65 ملم. أطلقت موريس أربع طلقات، الأولى في الهواء، والاثنتان التاليتان على لو كام. فمات لاحقًا في المستشفى. اعتقلت موريس ووجهت إليها تهمة القتل وسجنت لمدة أربعة أيام في سجن لا بيتيت روكيت في الدائرة 11 في باريس. حوكمت في cour d'assises في مارس 1938، ولكنها بُرئت عندما قبلت المحكمة طلب الدفاع عن النفس.

## التعاون النازي والاغتيال
دُعيت موريس لحضور الألعاب الأولمبية الصيفية لعام 1936 من قبل أدولف هتلر وصرحت المؤرخة آن سيبا أن موريس كان ضيف شرف.   
أثناء الحرب العالمية الثانية والاحتلال الألماني لفرنسا، عملت موريس متعاونةً مع النازيين وفرنسا الفيشية. تختلف طبيعة تعاونها المشكوك فيه، حيث ادعى البعض، مثل الكاتب ريموند روفين، أن إحدى مسؤولياتها الرئيسية خلال الحرب كانت إحباط عمليات منظمة تنفيذ العمليات الخاصة، وهي منظمة تديرها بريطانيا ساعدت المقاومة. كما أشار إلى أنها، بالإضافة إلى كونها جاسوسة للنازيين، كانت تشارك في تعذيب المشتبه بهم، وعلى الرغم من كل هذه الأنشطة، فقد حُكم عليها بالإعدام غيابيًا. على الرغم من أن موريس اشترت بنزين السوق السوداء للنازيين، وأدارت مرآبًا لـلوفتفافه، وقادت إلى التسلسل الهرمي للنازية وفيشي، ذكر آخرون أن هذا يبدو أنه حد تعاونها - وكان على أي حال ما فعلته قبل سقوط فرنسا - ولا يوجد دليل يدعم ادعاء روفين بأنها كانت متورطة إما في التجسس أو التعذيب، ولكن ربما كانت كبش فداء مناسبًا، لا سيما بالنظر إلى تعليقاتها قبل الحرب. وسواء كان ذلك دقيقًا أم لا، فإن سمعتها بالتورط في التعذيب والاستمتاع به قادتها إلى أن تُعرف شعبياً باسم «ضبع الجستابو».
في 26 أبريل 1944، أثناء قيادتها لسيارتها سيتروين تراكسيون أفان على طريق ريفي من ليوري إلى ايباني في نورماندي مع عائلة بايول (بالفرنسية: Bailleul)، والتي وضعت بشكل إيجابي مع النظام النازي في فرنسا، تعطلت سيارة موريس وتوقفت. في وقت سابق من اليوم، كان قد تم العبث مع محرك من قبل المقاومون الفرنسيين من جماعة المقاومة الفرنسية مكيس سركوف. ثم خرج عناصر المقاومة من مخبأهم وفتحوا النار على السيارة. قُتل ثلاثة بالغين وطفلين في السيارة. ادعى روفين أن موريس كانت الهدف، لكن بونيه يقول إن هذا غير واضح، بالنظر إلى تأثير عائلة بيلول مع النازيين. ونُقل جسدها، المليء بالرصاص، إلى مشرحة، حيث بقيت لعدة أشهر، دون أن يطالب بها أحد. دفنت في قبر جماعي غير مميز.

## الجوائز
- أكثر من 20 لقبًا وطنيًا، جميع الألعاب الرياضية مجتمعة.[12]
- حوالي خمسين ميدالية في الأحداث الوطنية والدولية، جميع الألعاب الرياضية مجتمعة [12]
- تم التنافس على أكثر من 150 مباراة رياضية [12]
- تم لعب أكثر من 200 مباراة كرة قدم رسمية [12]